# Éditions des Busclats
Les éditions des Busclats sont une maison d'édition fondée en 2010 par Michèle Gazier et Marie-Claude Char, dont le siège social est située à Paris, rue Bonaparte, dans le 6e arrondissement.

## Ligne éditoriale
Les éditions des Busclats se proposent de publier « des écrivains reconnus à qui elles demandent de faire un pas de côté. D'écrire en marge de leur œuvre, un texte court — récit, essai, nouvelles, lettres... — qui sera, selon leur cœur, une fantaisie, un coin de leur jardin secret, un voyage inattendu dans leur imaginaire. »

## Catalogue (sélection)
- Stéphanie Hochet, Sang d'encre, 2013
- Tahar Ben Jelloun, Au seuil du paradis, 2012
- René Char et Nicolas de Staël, Correspondance 1951-1954, 2010
- Georges-Olivier Châteaureynaud, Résidence dernière, 2011
- Annie Ernaux, L'Atelier noir, 2011
- Nathalie Kuperman, Le Contretemps, 2012
- Eduardo Manet, Quatre villes profanes et un paradis, 2010
- Éric Nonn, Là-bas, ils ne tuent pas les oiseaux dans le ciel, 2014
- Pascal Ory :
  - Grande encyclopédie du presque rien, 2010
  - Vie de Damoclès. Fragments, 2012
- Chantal Pelletier, À cœur et à Kriss, 2011
- Marcel Proust, Le Mensuel retrouvé, 2012
- Jean Rouaud, Évangile (selon moi), 2010